# Daylon Claasen
Daylon Claasen (Klerksdorp, 28 gennaio 1990) è un calciatore sudafricano, centrocampista del Cape Town Spurs.

## Carriera

### Club
Ha giocato nella prima divisione sudafricana, belga, polacca e nella seconda divisione tedesca.